# Исигаки, Ясудзи
Ясудзи Исигаки (яп. 石垣泰司; род. 13 марта 1937, префектура Мияги, Япония) — японский дипломат, посол Японии в Финляндии и по совместительству в Эстонии (1998—2000).

## Биография
В марте 1959 года окончил юридический факультет Университета Тохоку и в апреле 1959 года поступил на службу в Министерство иностранных дел Японии.
В 1964 поступил и в июне 1966 года окончил курс политологии в Оберлинском колледже в США.
В 1998 году был назначен чрезвычайным и полномочным послом Японии в Финляндии и вручил свои верительные грамоты президенту Финляндии Мартти Ахтисаари.
Как посол по совместительству в Эстонии, также вручил свои верительные грамоты президенту Эстонии Леннарту Мери.
С апреля 2001 года в качестве профессора преподавал международное право в частном университете в Токио.
С 2007 по 2016 год был представителем Японии в Азиатско-африканской консультативно-правовой организации (ААКПО).